# 燕郡公主
燕郡公主慕容氏，唐玄宗远房表妹，唐朝和亲公主。母为唐玄宗的堂姑余姚县主，父为慕容嘉宾。
722年，燕郡公主被唐玄宗许配给前来长安求亲的契丹首领李郁于。两年后，李郁于就去世了，燕郡公主再嫁他的弟弟李吐于。两人后来双双去了长安定居，李邵固被拥立为契丹首领。